# Tot el que ha volgut saber sempre sobre el sexe, però mai no ha gosat a preguntar
 Tot el que ha volgut saber sempre sobre el sexe, però mai no ha gosat a preguntar  (original: Everything You Always Wanted to Know About Sex (But Were Afraid to Ask) - és una pel·lícula estatunidenca de 1972 escrita i dirigida per Woody Allen inspirada en el llibre del mateix nom. Ha estat doblada al català. La pel·lícula fou prohibida a l'estat espanyol durant el franquisme i no es va projectar fins un cop instaurada la democràcia.

## Parts
La pel·lícula es compon de diversos esquetxos.
1. Do Aphrodisiacs Work?, on el bufó del rei intenta seduir la reina.
2. What is Sodomy?, esquetx que tracta de la zoofília. Amb Gene Wilder.
3. Why Do Some Women Have Trouble Reaching an Orgasm?, homenatge a Michelangelo Antonioni.
4. Are Transvestites Homosexuals?
5. What Are Sex Perverts?, posant en escena un concurs de televisió.
6. Are the Findings of Doctors and Clinics Who Do Sexual Research and Experiments Accurate?. Amb John Carradine.
7. What Happens During Ejaculation?. Amb Burt Reynolds.

## Argument
Els afrodisíacs permeten a un bufó del rei (Woody Allen) trobar la clau que li obrirà les portes del cor de la reina (Lynn Redgrave), abans d'adonar-se que la clau del seu cinturó de castedat el seria més útil.
Els actes contra natura tenen un gust «llanós» quan un bon doctor (Gene Wilder) s'enamora bojament d'una ovella.
Com pot verificar un jove casat si la seva dona és frígida ?
Petit problema en la presentació de dues famílies que aviat estaran unides pel futur matrimoni dels seus fills, quan el pare de la promesa es vesteix amb la roba de la mare del promès...
Jack Barr li permet descobrir el fetitxisme en 20 preguntes en un joc televisat titulat: quina és la meva perversió?.
Un home, "prodigi sexual", i una dona, periodista del "globe", tenen cita amb un savi que fa experiències amb el sexe. Una mamella inflada de llet i de silicona s'escapa.
El cervell i la resta del cos humà, en un centre de llançament espacial, en el moment d'una cita amorosa que s'acaba anul·lant.

## Repartiment
- Woody Allen: Victor / Fabrizio / El bufó / L'espermatozou
- John Carradine: Doctor Bernardo
- Lou Jacobi: Sam
- Louise Lasser: Gina
- Anthony Quayle: El rei
- Tony Randall: l'operador
- Lynn Redgrave: La reina
- Gene Wilder: Doctor Ross
- Burt Reynolds: El telefonista
- Títos Vandís: Milos
- Ref Sanchez: Igor
- Jack Barry: L'animador de TV